# Korelskoïe (oblast d'Arkhangelsk)
Korelskoïe (en russe : Корельское) est un hameau inhabité russe de la municipalité de Porog du raïon d'Onega dans l'oblast d'Arkhangelsk.

## Géographie
Korelskoïe est située dans le nord-ouest de l'oblast d'Arkhangelsk, un sujet de Russie européenne qui fait partie du district fédéral du Nord-Ouest. La localité fait partie de l'établissement rural de Porog, une municipalité avec comme chef-lieu Porog, dans le raïon d'Onega, un des raïons de l'oblast, avec la ville d'Onega comme centre administratif.
Korelskoïe, comme tout l'oblast d'Arkhangelsk, est située dans le fuseau horaire MSK (heure de Moscou). Le décalage horaire appliqué par rapport au temps universel coordonné est +03:00.

## Démographie
Recensements (*) ou estimations de la population,,,,:
| 1859 | 1905 | 1918 | 1922 |
| ---- | ---- | ---- | ---- |
| 239  | 453  | 470  | 422  |

| 2002* | 2010* | 2012 | 2021* |
| ----- | ----- | ---- | ----- |
| 4     | 4     | 1    | 0     |

## Culture locale et patrimoine
Le hameau possède l'église de l'Assomption de la Bienheureuse Vierge Marie, une église d'Architecture en bois russe typique du Nord russe, construite en 1857. L'édifice est classé comme objet identifié. L'édifice s'est effondré en 2023.